# Abraxas nepalensis
Abraxas nepalensis là một loài bướm đêm trong họ Geometridae.